# Novoverbske, Petropavlivka
Novoverbske (în ucraineană Нововербське) este un sat în comuna Brahînivka din raionul Petropavlivka, regiunea Dnipropetrovsk, Ucraina.

## Demografie
Componența lingvistică a localității Novoverbske
     Rusă (92,31%)
     Ucraineană (7,69%)
Conform recensământului din 2001, majoritatea populației localității Novoverbske era vorbitoare de rusă (92,31%), existând în minoritate și vorbitori de ucraineană (7,69%).